# Guerre dans l'espace

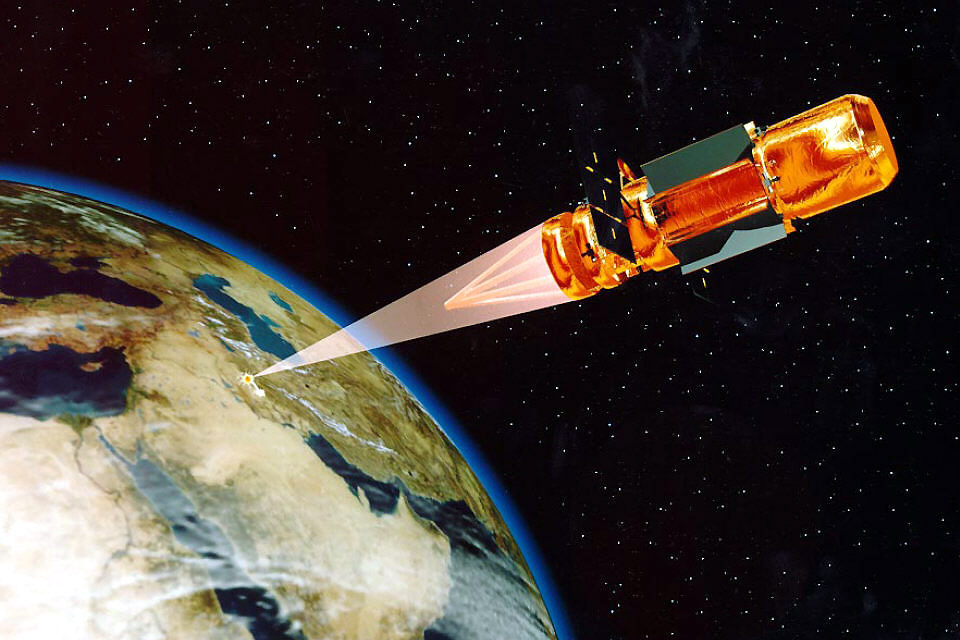
Une vision pour l’avenir du US Space Command en 2020 : un laser spatial à haute énergie détruisent une cible terrestre

La guerre dans l'espace est une forme de conflit armé hypothétique où au moins l'un des belligérants agit dans l'Espace.

## Concept
La portée de ce type de combat englobe des opérations de type « guerre sol-espace », comme l'attaque de satellites depuis la Terre, de type « guerre espace-espace », avec des satellites attaquant des satellites, et la « guerre espace-sol », où des satellites attaqueraient des cibles situées sur Terre lors d'une frappe orbitale cinétique. La guerre dans l'espace dans la fiction (en) est un genre de science-fiction ; elle est imaginée à divers degrés de réalisme et de probabilité.

## Historique
En 2022, on n'a recensé aucune guerre dans l'espace, même si plusieurs essais et démonstrations y ont été menés. Les traités internationaux en vigueur visent à réglementer les conflits dans l'espace et à limiter le déploiement de systèmes d'armement (en) dans l'espace, surtout en matière d'armes nucléaires.
De 1985 à 2002, les États-Unis ont instauré le United States Space Command qui a ensuite fusionné avec l'United States Strategic Command, avant de le rétablir le 29 août 2019. Le 20 décembre 2019 est créée à partir de l'ancien Air Force Space Command l'United States Space Force, force spatiale indépendante de l'Air Force.
La Russie a établi en 1992 les Forces spatiales de la fédération de Russie, remplacées par les Forces de défense aérospatiales russes avant d'être rétablies en 2015 et intégrée dans les Forces aérospatiales russes comme branche à part entière. En 2009, l'Iran transforme l'armée de l'air des gardiens de la révolution en Force aérospatiale du corps des gardiens de la révolution islamique, qui devient la branche balistique et spatiale de ses forces armées. Cette dernière présente le 22 avril 2020 son Commandement spatial Shahroud (en), le jour même du lancement du premier satellite militaire iranien, le satellite-espion Nour 1.
En 2015, la Chine restructure son Armée populaire de libération et crée la Force de soutien stratégique, qui a pour missions de permettre à l'APL d'acquérir et d'apprivoiser les technologies de pointe, notamment dans les domaines cyber et spatial. Mais cette organisation n'ayant apparemment pas apporté les résultats attendus, la Force de soutien stratégique est scindée en plusieurs branches indépendantes, parmi lesquelles la Force aérospatiale (en), qui reprend les missions spatiales de la FSS,,.
En 2019, l'Inde mène un test de missile antisatellite qui en fait le quatrième pays doté de cette capacité, après les États-Unis, la Chine et la Russie (héritière de l'URSS), et établit la Defence Space Agency (en). La même année, la France renomme son Armée de l'air « Armée de l'air et de l'espace » et se dote d'un Commandement de l'espace l'année suivante. En 2022, l'Espagne renomme à son tour son Armée de l'air « Armée de l'air et de l'espace » (Ejército del Aire y del Espacio).